# Чеко
Чеко — озеро на северо-западе Центральнотунгусского плато в Красноярском крае. Пресное. Расположено примерно в 760 км к северо-востоку от Красноярска и всего в 8 километрах к северо-западу от эпицентра возможного падения Тунгусского метеорита. Чеко не отмечено ни на одной карте, составленной до 1929 года, что, возможно, связано с плохой изученностью местности.
Через озеро протекает река Кимчу. Впадает на западе, вытекает также на западе, но севернее. Озеро принадлежит бассейнам рек: Чуня, Подкаменная Тунгуска, Енисей. Высота над уровнем моря — 354 м.

## Научные исследования
Группа итальянских геологов из Болонского университета под руководством Луки Гасперини (итал. Luca Gasperini) выдвинула гипотезу о том, что кратером Тунгусского метеорита может быть озеро Чеко на реке Кимчу, расположенное всего в 8 километрах на северо-запад от общеизвестного эпицентра взрыва. Озеро Чеко имеет глубину до 50 м и коническую форму дна. Подобную морфологию, отличную от других сибирских озёр, невозможно объяснить обычными процессами эрозии и отложения, утверждают они. В 2008 году учёные планировали пробное бурение дна озера. Свои исследования они изложили в статьях 2007 года «Найденный кратер как возможный результат Тунгусского метеорита 1908 года» («A possible impact crater for the 1908 Tunguska Event») и 2008 года «Тунгусский метеорит и озеро Чеко: причинно-следственная связь или её отсутствие?» («Lake Cheko and the Tunguska Event: impact or non-impact?»). Учёные применили гидроакустические, радиолокационные, биологические и химические методы. В ходе работы была построена стратиграфическая модель дна озера, его батиметрическая карта, проведён химический анализ озёрных отложений. Методом годичных колец исследован возраст прилегающих деревьев. Все данные указали на то, что возраст озера Чеко не должен превышать 100 лет, что согласуется с гипотезой о том, что оно образовалось в 1908 году в результате падения небесного тела. Кроме того, исследования выявили некий крупный отражающий объект, скрытый на 10 метров ниже уровня дна озера, который может оказаться остатком космического тела.
С другой стороны, ещё в 60-х годах XX века исследовавшие озеро советские учёные пришли к выводу, что оно очень старое (возрастом от 5 до 10 тыс. лет), естественного происхождения. Это же подтверждено пресс-службой Экспедиционного центра Русского географического общества в Сибирском федеральном округе в 2016 году. Так в Институте геологии и минералогии им. В. С. Соболева СО РАН радиоизотопными методами исследований возраст озёрных отложений самой глубокой только из взятых проб был определён равной 280 лет, что свидетельствует об образований донных озёрных отложений задолго до падения Тунгусского метеорита.